# Saturnia pavoniella
Petit paon de Scopoli
Espèce
Répartition géographique
Saturnia pavoniella, le Petit paon de Scopoli, est une espèce de lépidoptères (papillons) de la famille des Saturniidae, de la sous-famille des Saturniinae et du genre Saturnia.
Cette espèce, très proche de Saturnia pavonia a parfois été considérée comme sous-espèce géographique de cette dernière.
- Synonymes : Saturnia ligurica Weismann, 1876 ; Saturnia meridionalis Calberla, 1887.
- Noms vernaculaires : Petit paon de Scopoli, Paon de nuit austral.
- Répartition : sud de l'Europe. Présence en Corse et dans le sud de la France incertaine.
- Envergure du mâle : 60 mm.
- Période de vol : de fin février à avril, espèce univoltine.
- Habitat : bois clairs, broussailles et vergers jusqu'à 2 000 m.